# Albuen (Sild)
 Denne artikel omhandler Albuen på Sild. Opslagsordet har også en anden betydning, se Albuen.
Albuen (på tysk: Ellenbogen og frisisk: Alemböög) er den nordlige spids af den nordfrisiske ø Sild og tillige også Sydslesvigs og Tysklands nordligste punkt. Den 330 til 1200 meter smalle odde blev på dansk også kaldt Lists Store Albue eller senere Albue Odde. Halvøen er beliggende nord for landsbyen List mellem Listerdyb og Kongshavnen og består overvejende af klitter og hede. Albuen få naturligt tilført sand fra Silds vestkyst. Indtil 1992 blev en del af halvøen anvendt som militærisk skydeplads. Hvert år i oktober og november gennemførte NATO-enheder her militærmanøvre. Skilte advarer forsat mod ammunitionsrester. Området er nu sammen med det vest for List liggende Listland naturbeskyttelsområde. 
Indtil 1864 hørte halvøen sammen med Listland og det sydlige Rømø som kongerigske enklave direkte til Kongeriget Danmark. I 1850'erne blev der på odden bygget to fyrtårne (fyrtårne List Øst og Vest), der skulle assistere skibsfarten ned igennem Listerdyb. Lidt syd for Albuen i Kongshavnen ligger småøen Udhjørne Holm (Uthörn).
Albuen er blandt andet brugt som location for nogle af scenerne i Roman Polanskis "Skyggen" (original titel: "The Ghost Writer").